# Широка Кільченька
Широ́ка Кі́льченька — річка в Україні, в межах Новомосковського району Дніпропетровської області. Ліва притока Орілі (басейн Дніпра). 

## Опис
Довжина 26 км, площа водозбірного басейну 104 км². Похил річки 2,8 м/км. 
Долина завширшки 1,8 км, завглибшки до 40 м. Заплава одностороння, завширшки до 50 м. Річище звивисте, слабовиражене, завширшки до 2 м. У маловодні роки річка пересихає. У гирлі перетинає трасу каналу Дніпро-Донбас. Є ставки. Використовується на зрошення. 

## Розташування
Широка Кільченька бере початок на північ від села Новостепанівка. Тече спершу на північний захід, потім на північ, у пониззі — на північний схід. Впадає до Орілі на північний схід від міста Перещепине.